# Llangattock
Llangattock (en anglais) ou Llangatwg (en gallois) est un village et une communauté du Powys, au pays de Galles.

## Géographie
Llangattock est situé dans le sud-est du Powys, dans le comté historique du Brecknockshire. L'Usk coule juste au nord du village et le sépare de la ville de Crickhowell.
La communauté de Llangattock comprend aussi les hameaux de Dardy (cy) et Ffawyddog (cy).

## Démographie
Au recensement de 2011, la communauté de Llangattock comptait 999 habitants.